# Hulikunte, Sira
Hulikunte là một làng thuộc tehsil Sira, huyện Tumkur, bang Karnataka, Ấn Độ.